# Pandzj

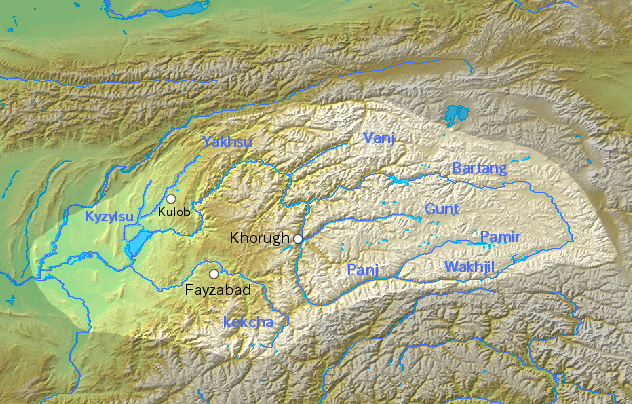
Kaart met de belangrijkste rivieren in het noordoosten van Afghanistan.

De Pandzj (Tadzjieks: Панҷ; پنج; IPA: [ˈpænd͡ʒ]) is een zijrivier van de Amu Darja. De rivier ontstaan bij de plaats waar de Wachan en de Pamir elkaar tegenkomen en eindigt waar zij de Vachsj tegenkomt. Bij deze samenvloeiing bevindt zich het natuurreservaat Besjai Palangon of Tigrovaja Balka (Tijgerkloof), sinds 2023 erkend als UNESCO-werelderfgoed. De Pandzj vormt een deel van de grens tussen Afghanistan en Tadzjikistan.
- Gemeinsame Normdatei: 4273243-8
- Library of Congress Control Number: no99065036
- Nationale Bibliotheek van Israël: 987007499078205171
- Virtual International Authority File: 130512052